# Dr. Luke/Diskografie
Diese Diskografie ist eine Übersicht über die musikalischen Werke des US-amerikanischen Musikproduzenten Dr. Luke. Den Schallplattenauszeichnungen zufolge hat er bisher mehr als 274,9 Millionen Tonträger verkauft, davon über 207 Millionen in seiner Heimat. Seine erfolgreichste Veröffentlichung ist die Single Roar von Katy Perry, bei welcher er sowohl als Autor als auch als Produzent mitwirkte, mit mehr als 14,1 Millionen verkauften Einheiten. In Deutschland konnten sich seine Veröffentlichungen über 8,1 Millionen Mal verkaufen, womit er zu den Musikern mit den meisten durch den BVMI zertifizierten Tonträgerverkäufen zählt.

## Autorenbeteiligungen und Produktionen
| Jahr | Titel Interpretation | Höchstplatzierung, Gesamtwochen, AuszeichnungChartplatzierungen (Jahr, Titel, Interpretation, Platzierungen, Wochen, Auszeichnungen, Anmerkungen) | Höchstplatzierung, Gesamtwochen, AuszeichnungChartplatzierungen (Jahr, Titel, Interpretation, Platzierungen, Wochen, Auszeichnungen, Anmerkungen) | Höchstplatzierung, Gesamtwochen, AuszeichnungChartplatzierungen (Jahr, Titel, Interpretation, Platzierungen, Wochen, Auszeichnungen, Anmerkungen) | Höchstplatzierung, Gesamtwochen, AuszeichnungChartplatzierungen (Jahr, Titel, Interpretation, Platzierungen, Wochen, Auszeichnungen, Anmerkungen) | Höchstplatzierung, Gesamtwochen, AuszeichnungChartplatzierungen (Jahr, Titel, Interpretation, Platzierungen, Wochen, Auszeichnungen, Anmerkungen) | Anmerkungen                                                    |
| Jahr | Titel Interpretation | DE | AT | CH | UK | US | Anmerkungen                                                    |
| --- | --- | --- | --- | --- | --- | --- | -------------------------------------------------------------- |
| 2004 | Since U Been Gone Kelly Clarkson | DE6 (19 Wo.)DE | AT3 (19 Wo.)AT | CH7 (21 Wo.)CH | UK5 Platin · (41 Wo.)UK | US2 Platin + Gold (Mastertone) · (46 Wo.)US | Erstveröffentlichung: 14. Dezember 2004 Verkäufe: + 2.275.000  |
| 2005 | Behind These Hazel Eyes Kelly Clarkson | DE16 (19 Wo.)DE | AT9 (20 Wo.)AT | CH20 (26 Wo.)CH | UK9 Silber · (17 Wo.)UK | US6 Platin · (34 Wo.)US | Erstveröffentlichung: 1. März 2005 Verkäufe: + 1.300.000       |
| 2005 | 4ever The Veronicas | DE29 (9 Wo.)DE | AT23 (13 Wo.)AT | CH26 (13 Wo.)CH | UK17 (4 Wo.)UK | US— GoldUS | Erstveröffentlichung: 15. August 2005 Verkäufe: + 570.000      |
| 2005 | Just Want You to Know Backstreet Boys | DE20 (11 Wo.)DE | AT22 (13 Wo.)AT | CH29 (12 Wo.)CH | UK8 (3 Wo.)UK | US70 (4 Wo.)US | Erstveröffentlichung: 4. Oktober 2005                          |
| 2006 | Let U Go Ashley Parker Angel | — | — | — | — | US12 Gold · (15 Wo.)US | Erstveröffentlichung: 28. Februar 2006 Verkäufe: + 500.000     |
| 2006 | Who Knew Pink | DE12 (25 Wo.)DE | AT11 (31 Wo.)AT | CH14 (46 Wo.)CH | UK5 Platin · (34 Wo.)UK | US9 Platin · (36 Wo.)US | Erstveröffentlichung: 8. Mai 2006 Verkäufe: + 1.750.000        |
| 2006 | U + Ur Hand Pink | DE4 Gold · (21 Wo.)DE | AT3 Gold · (23 Wo.)AT | CH5 (44 Wo.)CH | UK10 Silber · (20 Wo.)UK | US9 Platin · (33 Wo.)US | Erstveröffentlichung: 28. August 2006 Verkäufe: + 1.539.000    |
| 2006 | Nothing in This World Paris Hilton | DE34 (9 Wo.)DE | — | CH61 (3 Wo.)CH | UK55 (2 Wo.)UK | — | Erstveröffentlichung: 12. September 2006                       |
| 2006 | Love Me or Hate Me (Fuck You!!!!) Lady Sovereign | DE65 (6 Wo.)DE | — | — | UK26 (8 Wo.)UK | US45 (9 Wo.)US | Erstveröffentlichung: 17. Oktober 2006                         |
| 2006 | Keep Holding On Avril Lavigne | — | — | — | — | US17 Platin · (21 Wo.)US | Erstveröffentlichung: 27. November 2006 Verkäufe: + 1.080.000  |
| 2007 | Girlfriend Avril Lavigne | DE3 (19 Wo.)DE | AT1 Gold · (27 Wo.)AT | CH3 (25 Wo.)CH | UK2 Gold · (28 Wo.)UK | US1 ×2Doppelplatin + Platin (Mastertone) · (24 Wo.)US                                                                                             | Erstveröffentlichung: 22. Februar 2007 Verkäufe: + 7.300.000   |
| 2007 | When You’re Gone Avril Lavigne | DE17 (17 Wo.)DE | AT10 (23 Wo.)AT | CH14 (23 Wo.)CH | UK3 Silber · (22 Wo.)UK | US24 Gold · (20 Wo.)US | Erstveröffentlichung: 19. Juni 2007 Verkäufe: + 1.510.000      |
| 2007 | About You Now Sugababes | DE4 Gold · (19 Wo.)DE | AT4 (19 Wo.)AT | CH21 (29 Wo.)CH | UK1 Platin · (40 Wo.)UK | — | Erstveröffentlichung: 24. September 2007 Verkäufe: + 757.500   |
| 2007 | Hot Avril Lavigne | DE26 (9 Wo.)DE | AT17 (16 Wo.)AT | CH61 (10 Wo.)CH | UK30 (8 Wo.)UK | US95 (1 Wo.)US | Erstveröffentlichung: 2. Oktober 2007 Verkäufe: + 35.000       |
| 2008 | Feels Like Tonight Daughtry | DE67 (9 Wo.)DE | AT72 (1 Wo.)AT | — | — | US24 Platin · (20 Wo.)US | Erstveröffentlichung: 8. Januar 2008 Verkäufe: + 1.000.000     |
| 2008 | I Kissed a Girl Katy Perry | DE1 ×3Dreifachgold · (40 Wo.)DE | AT1 Platin · (34 Wo.)AT | CH1 Platin · (51 Wo.)CH | UK1 Platin · (34 Wo.)UK | US1 ×6Sechsfachplatin · (23 Wo.)US | Erstveröffentlichung: 28. April 2008 Verkäufe: + 8.680.072     |
| 2008 | The Best Damn Thing Avril Lavigne | DE64 (5 Wo.)DE | AT51 (5 Wo.)AT | — | — | — | Erstveröffentlichung: 13. Juni 2008 Verkäufe: + 100.000        |
| 2008 | Hot n Cold Katy Perry | DE1 ×3Dreifachgold · (41 Wo.)DE | AT1 Platin · (33 Wo.)AT | CH1 Platin · (62 Wo.)CH | UK4 Platin · (41 Wo.)UK | US3 ×8Achtfachplatin · (39 Wo.)US | Erstveröffentlichung: 9. September 2008 Verkäufe: + 10.349.579 |
| 2008 | Shattered Glass Britney Spears | — | — | — | — | US70 (1 Wo.)US | Erstveröffentlichung: 28. November 2008                        |
| 2008 | Circus Britney Spears | DE11 (11 Wo.)DE | AT14 (13 Wo.)AT | CH19 (18 Wo.)CH | UK13 Silber · (22 Wo.)UK | US3 (22 Wo.)US | Erstveröffentlichung: 2. Dezember 2008 Verkäufe: + 5.500.000   |
| 2009 | I Will Be Leona Lewis | — | — | — | — | US66 (6 Wo.)US | Erstveröffentlichung: 6. Januar 2009                           |
| 2009 | About You Now Miranda Cosgrove | — | — | — | — | US47 (4 Wo.)US | Erstveröffentlichung: 10. Januar 2009                          |
| 2009 | My Life Would Suck without You Kelly Clarkson | DE6 (20 Wo.)DE | AT6 (21 Wo.)AT | CH5 (25 Wo.)CH | UK1 Gold · (17 Wo.)UK | US1 (24 Wo.)US | Erstveröffentlichung: 16. Januar 2009 Verkäufe: + 637.500      |
| 2009 | So Human Lady Sovereign | — | — | — | UK38 (4 Wo.)UK | — | Erstveröffentlichung: 3. Februar 2009                          |
| 2009 | Right Round Flo Rida feat. Kesha | DE4 Platin · (34 Wo.)DE | AT2 Gold · (42 Wo.)AT | CH2 Platin · (59 Wo.)CH | UK1 Platin · (25 Wo.)UK | US1 ×6Sechsfachplatin + Gold (Mastertone) · (26 Wo.)US                                                                                            | Erstveröffentlichung: 10. Februar 2009 Verkäufe: + 8.160.552   |
| 2009 | Tik Tok Kesha | DE1 ×3Dreifachgold · (49 Wo.)DE | AT1 Platin · (33 Wo.)AT | CH1 Platin · (40 Wo.)CH | UK4 Platin · (42 Wo.)UK | US1 ×8Achtfachplatin · (38 Wo.)US | Erstveröffentlichung: 10. Februar 2009 Verkäufe: + 14.000.000  |
| 2009 | Party in the U.S.A. Miley Cyrus | — | AT30 (17 Wo.)AT | CH41 (21 Wo.)CH | UK11 Platin · (17 Wo.)UK | US2 ×7Siebenfachplatin · (28 Wo.)US | Erstveröffentlichung: 11. August 2009 Verkäufe: + 8.085.000    |
| 2009 | Hot n Cold The Baseballs | DE68 (3 Wo.)DE | AT65 (1 Wo.)AT | CH52 (15 Wo.)CH | — | — | Erstveröffentlichung: 18. September 2009                       |
| 2009 | Keep Holding On Glee Cast | — | — | — | UK47 (3 Wo.)UK | US56 (1 Wo.)US | Erstveröffentlichung: 6. Oktober 2009                          |
| 2009 | For Your Entertainment Adam Lambert | — | — | — | UK37 (7 Wo.)UK | US61 (2 Wo.)US | Erstveröffentlichung: 27. Oktober 2009 Verkäufe: + 122.500     |
| 2009 | My Life Would Suck without You Glee Cast | — | — | — | UK53 (2 Wo.)UK | US51 (1 Wo.)US | Erstveröffentlichung: 7. Dezember 2009                         |
| 2010 | Tik Tok (Parody) The Midnight Beast | — | — | — | UK90 (2 Wo.)UK | — | Erstveröffentlichung: 15. Januar 2010                          |
| 2010 | Kissin U Miranda Cosgrove | DE67 (5 Wo.)DE | AT51 (6 Wo.)AT | — | — | US54 Gold · (15 Wo.)US | Erstveröffentlichung: 24. April 2010 Verkäufe: + 500.000       |
| 2010 | My First Kiss 3OH!3 feat. Kesha | DE37 (7 Wo.)DE | AT28 (7 Wo.)AT | — | UK7 Silber · (11 Wo.)UK | US9 Gold · (18 Wo.)US | Erstveröffentlichung: 4. Mai 2010 Verkäufe: + 850.000          |
| 2010 | California Gurls Katy Perry feat. Snoop Dogg | DE3 Platin · (37 Wo.)DE | AT3 Platin · (21 Wo.)AT | CH4 Platin · (27 Wo.)CH | UK1 Platin · (35 Wo.)UK | US1 ×8Achtfachplatin · (35 Wo.)US | Erstveröffentlichung: 7. Mai 2010 Verkäufe: + 10.085.000       |
| 2010 | Your Love Is My Drug Kesha | DE19 (10 Wo.)DE | AT12 (10 Wo.)AT | CH34 (9 Wo.)CH | UK13 Silber · (7 Wo.)UK | US4 ×4Vierfachplatin · (28 Wo.)US | Erstveröffentlichung: 14. Mai 2010 Verkäufe: + 4.360.000       |
| 2010 | Hey Lil Jon feat. 3OH!3 | — | — | — | — | US62 (2 Wo.)US | Erstveröffentlichung: 15. Juni 2010                            |
| 2010 | Magic B.o.B feat. Rivers Cuomo | — | — | — | UK16 Silber · (18 Wo.)UK | US10 ×2Doppelplatin · (20 Wo.)US | Erstveröffentlichung: 6. Juli 2010 Verkäufe: + 2.427.500       |
| 2010 | Take It Off Kesha | — | — | — | UK15 Silber · (13 Wo.)UK | US8 ×3Dreifachplatin · (20 Wo.)US | Erstveröffentlichung: 13. Juli 2010 Verkäufe: + 3.437.500      |
| 2010 | Teenage Dream Katy Perry | DE6 Gold · (25 Wo.)DE | AT2 Gold · (18 Wo.)AT | CH8 (21 Wo.)CH | UK2 Platin · (23 Wo.)UK | US1 ×7Siebenfachplatin · (33 Wo.)US | Erstveröffentlichung: 23. Juli 2010 Verkäufe: + 8.520.000      |
| 2010 | Dynamite Taio Cruz | DE3 Platin · (38 Wo.)DE | AT2 Platin · (31 Wo.)AT | CH3 (32 Wo.)CH | UK1 Platin · (39 Wo.)UK | US2 ×8Achtfachplatin · (47 Wo.)US | Erstveröffentlichung: 30. Juli 2010 Verkäufe: + 9.920.000      |
| 2010 | Move That Body Nelly feat. T-Pain & Akon | — | — | — | UK71 (4 Wo.)UK | US54 (1 Wo.)US | Erstveröffentlichung: 12. Oktober 2010                         |
| 2010 | We R Who We R Kesha | DE23 (11 Wo.)DE | AT15 (13 Wo.)AT | CH17 (13 Wo.)CH | UK1 Gold · (19 Wo.)UK | US1 ×5Fünffachplatin · (20 Wo.)US | Erstveröffentlichung: 14. Oktober 2010 Verkäufe: + 5.850.000   |
| 2010 | Sleazy Kesha | — | — | — | — | US51 Gold · (1 Wo.)US | Erstveröffentlichung: 29. Oktober 2010 Verkäufe: + 500.000     |
| 2010 | Teenage Dream Glee Cast | — | — | — | UK36 (3 Wo.)UK | US8 Gold · (3 Wo.)US | Erstveröffentlichung: 30. November 2010 Verkäufe: + 500.000    |
| 2011 | Hold It Against Me Britney Spears | DE23 (6 Wo.)DE | AT16 (5 Wo.)AT | CH7 (13 Wo.)CH | UK6 Silber · (13 Wo.)UK | US1 (17 Wo.)US | Erstveröffentlichung: 11. Januar 2011 Verkäufe: + 387.500      |
| 2011 | That’s All She Wrote T.I. feat. Eminem | — | — | — | — | US18 (5 Wo.)US | Erstveröffentlichung: 11. Januar 2011                          |
| 2011 | Who Dat Girl Flo Rida feat. Akon | — | AT45 (3 Wo.)AT | — | UK64 (3 Wo.)UK | US29 (15 Wo.)US | Erstveröffentlichung: 11. Januar 2011 Verkäufe: + 150.000      |
| 2011 | Price Tag Jessie J feat. B.o.B | DE3 Platin · (31 Wo.)DE | AT11 (23 Wo.)AT | CH7 Platin · (36 Wo.)CH | UK1 ×2Doppelplatin · (71 Wo.)UK | US23 ×4Vierfachplatin · (20 Wo.)US | Erstveröffentlichung: 25. Januar 2011 Verkäufe: + 6.050.000    |
| 2011 | Blow Kesha | DE39 (4 Wo.)DE | AT22 (3 Wo.)AT | — | UK32 (9 Wo.)UK | US7 ×4Vierfachplatin · (26 Wo.)US | Erstveröffentlichung: 8. Februar 2011 Verkäufe: + 4.147.500    |
| 2011 | E.T. Katy Perry | DE9 Gold · (22 Wo.)DE | AT7 Gold · (19 Wo.)AT | CH14 (15 Wo.)CH | UK3 Platin · (24 Wo.)UK | US1 ×8Achtfachplatin · (30 Wo.)US | Erstveröffentlichung: 16. Februar 2011 Verkäufe: + 9.385.000   |
| 2011 | Tik Tok Glee Cast | — | — | — | UK45 (2 Wo.)UK | US61 (1 Wo.)US | Erstveröffentlichung: 22. Februar 2011                         |
| 2011 | Till the World Ends Britney Spears | DE27 (13 Wo.)DE | AT43 (5 Wo.)AT | CH7 Gold · (25 Wo.)CH | UK21 Silber · (14 Wo.)UK | US3 (24 Wo.)US | Erstveröffentlichung: 4. März 2011 Verkäufe: + 542.500         |
| 2011 | Last Friday Night (T.G.I.F.) Katy Perry | DE15 Gold · (18 Wo.)DE | AT7 (15 Wo.)AT | CH20 Gold · (20 Wo.)CH | UK9 Platin · (23 Wo.)UK | US1 ×6Sechsfachplatin · (24 Wo.)US | Erstveröffentlichung: 6. Juni 2011 Verkäufe: + 7.510.000       |
| 2011 | Domino Jessie J | DE22 Gold · (23 Wo.)DE | AT26 (16 Wo.)AT | CH25 Gold · (15 Wo.)CH | UK1 Platin · (40 Wo.)UK | US6 Platin · (29 Wo.)US | Erstveröffentlichung: 29. August 2011 Verkäufe: + 2.037.500    |
| 2011 | Good Feeling Flo Rida | DE1 Platin · (32 Wo.)DE | AT1 Platin · (26 Wo.)AT | CH3 ×2Doppelplatin · (27 Wo.)CH | UK1 Platin · (33 Wo.)UK | US3 ×4Vierfachplatin · (37 Wo.)US | Erstveröffentlichung: 29. August 2011 Verkäufe: + 6.135.000    |
| 2011 | Strange Clouds B.o.B feat. Lil Wayne | — | — | CH47 (2 Wo.)CH | UK72 (2 Wo.)UK | US7 ×2Doppelplatin · (20 Wo.)US | Erstveröffentlichung: 27. September 2011 Verkäufe: + 2.040.000 |
| 2011 | Hangover Taio Cruz feat. Flo Rida | DE2 ×2Doppelplatin · (45 Wo.)DE | AT1 ×2Doppelplatin · (30 Wo.)AT | CH1 ×3Dreifachplatin · (34 Wo.)CH | UK27 (3 Wo.)UK | US62 (1 Wo.)US | Erstveröffentlichung: 4. Oktober 2011 Verkäufe: + 1.162.500    |
| 2011 | The One That Got Away Katy Perry | DE34 (18 Wo.)DE | AT19 (18 Wo.)AT | CH33 (15 Wo.)CH | UK18 Platin · (29 Wo.)UK | US3 ×4Vierfachplatin · (24 Wo.)US | Erstveröffentlichung: 4. Oktober 2011 Verkäufe: + 4.802.500    |
| 2011 | Last Friday Night (T.G.I.F.) Glee Cast | — | — | — | — | US72 (1 Wo.)US | Erstveröffentlichung: 1. November 2011                         |
| 2011 | You da One Rihanna | — | AT23 (8 Wo.)AT | CH36 (6 Wo.)CH | UK16 Silber · (17 Wo.)UK | US14 ×2Doppelplatin · (20 Wo.)US | Erstveröffentlichung: 14. November 2011 Verkäufe: + 2.297.500  |
| 2011 | Better Than I Know Myself Adam Lambert | DE88 (1 Wo.)DE | — | — | — | US76 (1 Wo.)US | Erstveröffentlichung: 20. Dezember 2011                        |
| 2012 | Turn All the Lights On T-Pain feat. Ne-Yo | DE44 (9 Wo.)DE | AT49 (6 Wo.)AT | — | — | — | Erstveröffentlichung: 17. Januar 2012 Verkäufe: + 155.000      |
| 2012 | Part of Me Katy Perry | DE20 (12 Wo.)DE | AT18 (13 Wo.)AT | CH33 (10 Wo.)CH | UK1 Gold · (20 Wo.)UK | US1 ×4Vierfachplatin · (22 Wo.)US | Erstveröffentlichung: 13. Februar 2012 Verkäufe: + 4.910.000   |
| 2012 | Primadonna Marina and the Diamonds | DE18 (16 Wo.)DE | AT3 Gold · (24 Wo.)AT | CH16 (17 Wo.)CH | UK11 Silber · (14 Wo.)UK | US— GoldUS | Erstveröffentlichung: 20. März 2012 Verkäufe: + 830.000        |
| 2012 | Never Close Your Eyes Adam Lambert | — | AT56 (3 Wo.)AT | — | UK17 (2 Wo.)UK | — | Erstveröffentlichung: 17. April 2012                           |
| 2012 | Where Have You Been Rihanna | DE17 Gold · (16 Wo.)DE | AT20 (17 Wo.)AT | CH15 (21 Wo.)CH | UK6 Platin · (26 Wo.)UK | US5 ×4Vierfachplatin · (26 Wo.)US | Erstveröffentlichung: 8. Mai 2012 Verkäufe: + 5.115.000        |
| 2012 | Wide Awake Katy Perry | DE39 (14 Wo.)DE | AT28 (15 Wo.)AT | CH21 (20 Wo.)CH | UK9 Gold · (20 Wo.)UK | US2 ×5Fünffachplatin · (26 Wo.)US | Erstveröffentlichung: 22. Mai 2012 Verkäufe: + 6.055.000       |
| 2012 | Both of Us B.o.B feat. Taylor Swift | — | — | — | UK22 (5 Wo.)UK | US18 Platin · (19 Wo.)US | Erstveröffentlichung: 22. Mai 2012 Verkäufe: + 1.077.500       |
| 2012 | Va Va Voom Nicki Minaj | DE34 (14 Wo.)DE | AT53 (2 Wo.)AT | CH47 (4 Wo.)CH | UK20 Silber · (15 Wo.)UK | US22 (20 Wo.)US | Erstveröffentlichung: 12. September 2012 Verkäufe: + 270.000   |
| 2012 | Die Young Kesha | DE20 Gold · (21 Wo.)DE | AT4 (17 Wo.)AT | CH23 (14 Wo.)CH | UK7 Gold · (19 Wo.)UK | US2 ×4Vierfachplatin · (22 Wo.)US | Erstveröffentlichung: 25. September 2012 Verkäufe: + 5.055.000 |
| 2012 | Oath Cher Lloyd feat. Becky G | — | — | — | — | US73 Gold · (2 Wo.)US | Erstveröffentlichung: 2. Oktober 2012 Verkäufe: + 507.500      |
| 2012 | C’Mon Kesha | DE79 (1 Wo.)DE | AT64 (1 Wo.)AT | — | UK70 (5 Wo.)UK | US27 Platin · (16 Wo.)US | Erstveröffentlichung: 16. November 2012 Verkäufe: + 1.070.000  |
| 2012 | Bellas Finals: Price Tag / Don’t You (Forget About Me) / Give Me Everything / Just The Way You Are / Party In The U.S.A. / Turn The Beat Around The Barden Bellas | DE92 (2 Wo.)DE | AT62 (2 Wo.)AT | — | — | US85 Gold · (6 Wo.)US | Erstveröffentlichung: 7. Dezember 2012 Verkäufe: + 500.000     |
| 2013 | How to Be a Heartbreaker Marina and the Diamonds | — | — | — | UK88 (1 Wo.)UK | US— GoldUS | Erstveröffentlichung: 16. Februar 2013 Verkäufe: + 500.000     |
| 2013 | Fall Down will.i.am feat. Miley Cyrus | DE48 (13 Wo.)DE | AT45 (2 Wo.)AT | CH59 (1 Wo.)CH | UK34 (2 Wo.)UK | US58 (1 Wo.)US | Erstveröffentlichung: 16. April 2013 Verkäufe: + 97.500        |
| 2013 | Crazy Kids Kesha feat. will.i.am | DE56 (8 Wo.)DE | AT58 (1 Wo.)AT | — | UK27 (11 Wo.)UK | US40 Platin · (13 Wo.)US | Erstveröffentlichung: 19. April 2013 Verkäufe: + 1.070.000     |
| 2013 | Walks Like Rihanna The Wanted | DE54 (6 Wo.)DE | AT50 (5 Wo.)AT | — | UK4 Silber · (10 Wo.)UK | — | Erstveröffentlichung: 10. Mai 2013 Verkäufe: + 200.000         |
| 2013 | Ooh La La Britney Spears | DE86 (2 Wo.)DE | — | — | UK72 (1 Wo.)UK | US54 (5 Wo.)US | Erstveröffentlichung: 16. Juni 2013                            |
| 2013 | Bounce It Juicy J feat. Wale & Trey Songz | — | — | — | — | US74 Gold · (19 Wo.)US | Erstveröffentlichung: 25. Juni 2013 Verkäufe: + 500.000        |
| 2013 | Give It 2 U Robin Thicke feat. Kendrick Lamar | DE36 (12 Wo.)DE | AT62 (2 Wo.)AT | — | UK15 (12 Wo.)UK | US25 (10 Wo.)US | Erstveröffentlichung: 9. August 2013 Verkäufe: + 35.000        |
| 2013 | Roar Katy Perry | DE2 ×3Dreifachgold · (36 Wo.)DE | AT1 Platin · (25 Wo.)AT | CH3 (33 Wo.)CH | UK1 ×3Dreifachplatin · (49 Wo.)UK | US1 Diamant · (35 Wo.)US | Erstveröffentlichung: 10. August 2013 Verkäufe: + 14.190.000   |
| 2013 | Wrecking Ball Miley Cyrus | DE6 Platin · (35 Wo.)DE | AT2 Gold · (23 Wo.)AT | CH5 Platin · (32 Wo.)CH | UK1 Platin · (26 Wo.)UK | US1 ×5Fünffachplatin · (32 Wo.)US | Erstveröffentlichung: 25. August 2013 Verkäufe: + 7.140.000    |
| 2013 | Timber Pitbull feat. Kesha | DE1 Diamant · (47 Wo.)DE | AT1 Platin · (29 Wo.)AT | CH3 Platin · (37 Wo.)CH | UK1 ×2Doppelplatin · (43 Wo.)UK | US1 ×6Sechsfachplatin · (39 Wo.)US | Erstveröffentlichung: 7. Oktober 2013 Verkäufe: + 9.945.000    |
| 2013 | Unconditionally Katy Perry | DE22 Gold · (18 Wo.)DE | AT16 (12 Wo.)AT | CH27 (14 Wo.)CH | UK25 Silber · (15 Wo.)UK | US14 ×2Doppelplatin · (20 Wo.)US | Erstveröffentlichung: 16. Oktober 2013 Verkäufe: + 2.555.000   |
| 2013 | Dark Horse Katy Perry feat. Juicy J | DE6 ×3Dreifachgold · (50 Wo.)DE | AT2 (34 Wo.)AT | CH4 (42 Wo.)CH | UK4 Platin · (48 Wo.)UK | US1 Diamant + Platin · (57 Wo.)US | Erstveröffentlichung: 17. Dezember 2013 Verkäufe: + 13.655.000 |
| 2014 | Wild Wild Love Pitbull feat. G.R.L. | — | — | — | UK6 (7 Wo.)UK | US30 (18 Wo.)US | Erstveröffentlichung: 25. Februar 2014 Verkäufe: + 150.000     |
| 2014 | Dare (La La La) Shakira | DE12 Gold · (24 Wo.)DE | AT14 (22 Wo.)AT | CH3 Gold · (24 Wo.)CH | — | US53 Gold · (11 Wo.)US | Erstveröffentlichung: 21. März 2014 Verkäufe: + 695.000        |
| 2014 | We Are One (Ole Ola) Pitbull feat. Jennifer Lopez & Claudia Leitte                                                                                                | DE6 Gold · (22 Wo.)DE | AT6 (18 Wo.)AT | CH2 Gold · (16 Wo.)CH | UK29 (4 Wo.)UK | US59 (6 Wo.)US | Erstveröffentlichung: 7. April 2014 Verkäufe: + 275.000        |
| 2014 | Birthday Katy Perry | DE69 (10 Wo.)DE | AT51 (6 Wo.)AT | — | UK22 Silber · (14 Wo.)UK | US17 Platin · (18 Wo.)US | Erstveröffentlichung: 21. April 2014 Verkäufe: + 1.365.000     |
| 2014 | Shower Becky G | DE42 (24 Wo.)DE | AT59 (1 Wo.)AT | — | UK80 Silber · (1 Wo.)UK | US16 ×2Doppelplatin · (20 Wo.)US | Erstveröffentlichung: 24. April 2014 Verkäufe: + 2.595.000     |
| 2014 | Pills n Potions Nicki Minaj | DE39 (4 Wo.)DE | — | — | UK31 Silber · (9 Wo.)UK | US24 (18 Wo.)US | Erstveröffentlichung: 21. Mai 2014 Verkäufe: + 270.000         |
| 2014 | Ugly Heart G.R.L. | — | — | — | UK11 Platin · (25 Wo.)UK | — | Erstveröffentlichung: 3. Juni 2014 Verkäufe: + 895.000         |
| 2014 | She Knows Ne-Yo feat. Juicy J | — | — | — | UK28 (8 Wo.)UK | US19 Platin · (20 Wo.)US | Erstveröffentlichung: 16. September 2014 Verkäufe: + 1.000.000 |
| 2014 | Take Ü There Jack Ü feat. Kiesza | — | — | — | UK63 (1 Wo.)UK | US— GoldUS | Erstveröffentlichung: 17. September 2014 Verkäufe: + 500.000   |
| 2014 | Only Nicki Minaj feat. Drake, Lil Wayne & Chris Brown | — | — | — | UK35 Silber · (9 Wo.)UK | US12 ×3Dreifachplatin · (25 Wo.)US | Erstveröffentlichung: 28. Oktober 2014 Verkäufe: + 3.200.000   |
| 2014 | Can’t Stop Dancin’ Becky G | — | — | — | — | US88 (3 Wo.)US | Erstveröffentlichung: 4. November 2014                         |
| 2014 | Time of Our Lives Pitbull & Ne-Yo | DE22 (21 Wo.)DE | AT26 (15 Wo.)AT | CH35 (20 Wo.)CH | UK27 Gold · (25 Wo.)UK | US9 (27 Wo.)US | Erstveröffentlichung: 17. November 2014 Verkäufe: + 745.000    |
| 2014 | I Don’t Mind Usher feat. Juicy J | — | — | — | UK8 Gold · (16 Wo.)UK | US11 ×2Doppelplatin · (23 Wo.)US | Erstveröffentlichung: 21. November 2014 Verkäufe: + 2.500.000  |
| 2015 | Sugar Maroon 5 | DE41 Gold · (23 Wo.)DE | AT25 (24 Wo.)AT | CH10 (38 Wo.)CH | UK7 ×2Doppelplatin · (45 Wo.)UK | US2 ×8Achtfachplatin · (42 Wo.)US | Erstveröffentlichung: 13. Januar 2015 Verkäufe: + 13.500.000   |
| 2015 | Lighthouse G.R.L. | — | — | — | UK55 (1 Wo.)UK | — | Erstveröffentlichung: 15. Januar 2015 Verkäufe: + 7.500        |
| 2015 | The Night Is Still Young Nicki Minaj | — | — | — | — | US31 Platin · (17 Wo.)US | Erstveröffentlichung: 12. April 2015 Verkäufe: + 1.020.000     |
| 2015 | World Championship Finale 2 The Barden Bellas | DE78 (1 Wo.)DE | AT52 (1 Wo.)AT | — | UK70 (3 Wo.)UK | — | Erstveröffentlichung: 8. Mai 2015                              |
| 2015 | Locked Away R. City feat. Adam Levine | DE6 Gold · (27 Wo.)DE | AT2 Gold · (25 Wo.)AT | CH2 (31 Wo.)CH | UK2 Platin · (25 Wo.)UK | US6 Platin · (27 Wo.)US | Erstveröffentlichung: 29. Juni 2015 Verkäufe: + 2.770.000      |
| 2015 | Dance Like We’re Making Love Ciara | — | — | — | — | US100 (1 Wo.)US | Erstveröffentlichung: 30. Juni 2015                            |
| 2015 | Whip It! Lunchmoney Lewis feat. Chloe Angelides | DE23 (27 Wo.)DE | AT72 (1 Wo.)AT | — | — | — | Erstveröffentlichung: 7. August 2015 Verkäufe: + 140.000       |
| 2016 | Ain’t Your Mama Jennifer Lopez | DE5 Platin · (31 Wo.)DE | AT11 Gold · (24 Wo.)AT | CH16 (36 Wo.)CH | — | US76 Gold · (2 Wo.)US | Erstveröffentlichung: 8. April 2016 Verkäufe: + 1.625.000      |
| 2016 | Greenlight Pitbull feat. Flo Rida & Lunchmoney Lewis | DE90 (1 Wo.)DE | — | — | — | US95 (4 Wo.)US | Erstveröffentlichung: 22. Juli 2016 Verkäufe: + 40.000         |
| 2017 | All Night Big Boi feat. Lunchmoney Lewis | — | — | — | UK76 (4 Wo.)UK | US— GoldUS | Erstveröffentlichung: 16. Juni 2017 Verkäufe: + 575.000        |
| 2020 | Say So Doja Cat | DE33 (19 Wo.)DE | AT21 (17 Wo.)AT | CH15 (23 Wo.)CH | UK2 Gold · (37 Wo.)UK | US1 Platin · (38 Wo.)US | Erstveröffentlichung: 28. Januar 2020 Verkäufe: + 1.495.000    |
| 2023 | Alone Kim Petras feat. Nicki Minaj | DE— aDE | — | — | UK37 (6 Wo.)UK | US55 (1 Wo.)US | Erstveröffentlichung: 21. April 2023                           |
| Folgende Lieder erschienen nicht als Single, wurden aber durch das Album zum Download und Streaming bereitgestellt und konnten somit eine Platzierung erlangen: | | | | | | |                                                                |
| | | | | | | |                                                                |
| 2010 | Crazy Beautiful Life Kesha | — | — | — | — | US93 (1 Wo.)US | Charteinstieg: 11. Dezember 2010                               |
| 2013 | Rock Me One Direction | — | — | — | — | US98 (1 Wo.)US | Charteinstieg: 1. Dezember 2013                                |
| 2015 | Get on Your Knees Nicki Minaj feat. Ariana Grande | — | — | — | UK86 (1 Wo.)UK | US88 (1 Wo.)US | Charteinstieg: 1. März 2015                                    |

Weitere Autorenbeteiligungen und Produktionen (Auswahl)
- 2005: Everything I’m Not (The Veronicas)
- 2005: Break You (Marion Raven)
- 2006: I Don’t Think So (Kelis)
- 2006: Since U Been Gone (The Real Booty Babes)
- 2009: Want ik heb wat ik wou (Hit!)
- 2010: I’m Your Daddy (Weezer)
- 2010: Rose Colored Glasses (Kelly Rowland)
- 2011: Leave It All to Shine (Miranda Cosgrove & Victoria Justice)
- 2012: Problem (The Monster Remix) (Becky G feat. will.i.am)
- 2012: Out of My Mind (B.o.B feat. Nicki Minaj)
- 2018: Savior (Iggy Azalea feat. Quavo)

## Statistik

### Chartauswertung
|                       | DE     | AT     | CH     | UK     | US     |
| --------------------- | ------ | ------ | ------ | ------ | ------ |
| Nummer-eins-Singles   | DE5DE  | AT8AT  | CH4CH  | UK14UK | US17US |
| Top-10-Singles        | DE23DE | AT26AT | CH24CH | UK38UK | US42US |
| Singles in den Charts | DE71DE | AT69AT | CH54CH | UK86UK | US95US |

### Auszeichnungen für Musikverkäufe
| Land/RegionAuszeichnungen für Musikverkäufe (Land/Region, Auszeichnungen, Verkäufe, Quellen) | Silber       | Gold         | Platin         | Diamant     | Verkäufe    | Quellen                           |
| -------------------------------------------------------------------------------------------- | ------------ | ------------ | -------------- | ----------- | ----------- | --------------------------------- |
| Australien (ARIA)                                                                            | —            | 5× Gold5     | 176× Platin176 | —           | 12.495.000  | aria.com.au                       |
| Belgien (BRMA)                                                                               | —            | 15× Gold15   | 2× Platin2     | —           | 295.000     | ultratop.be                       |
| Brasilien (PMB)                                                                              | —            | —            | 7× Platin7     | —           | 700.000     | pro-musicabr.org.br               |
| Dänemark (IFPI)                                                                              | —            | 26× Gold26   | 30× Platin30   | —           | 751.500     | ifpi.dk                           |
| Deutschland (BVMI)                                                                           | —            | 18× Gold18   | 14× Platin14   | Diamant1    | 8.150.000   | musikindustrie.de                 |
| Finnland (IFPI)                                                                              | —            | 2× Gold2     | 2× Platin2     | —           | 40.113      | ifpi.fi                           |
| Frankreich (SNEP)                                                                            | —            | 5× Gold5     | —              | Diamant1    | 825.000     | infodisc.fr snepmusique.com       |
| Italien (FIMI)                                                                               | —            | 14× Gold14   | 32× Platin32   | —           | 1.400.000   | fimi.it                           |
| Japan (RIAJ)                                                                                 | —            | 6× Gold6     | 5× Platin5     | Diamant1    | 2.850.000   | riaj.or.jp                        |
| Kanada (MC)                                                                                  | —            | 6× Gold6     | 116× Platin116 | —           | 8.840.000   | musiccanada.com                   |
| Mexiko (AMPROFON)                                                                            | —            | 18× Gold18   | 13× Platin13   | Diamant1    | 1.660.000   | amprofon.com.mx                   |
| Neuseeland (RMNZ)                                                                            | —            | 17× Gold17   | 38× Platin38   | —           | 712.500     | aotearoamusiccharts.co.nz         |
| Niederlande (NVPI)                                                                           | —            | —            | 2× Platin2     | —           | 60.000      | nvpi.nl                           |
| Norwegen (IFPI)                                                                              | —            | 2× Gold2     | 35× Platin35   | —           | 360.000     | ifpi.no NO2                       |
| Österreich (IFPI)                                                                            | —            | 9× Gold9     | 10× Platin10   | —           | 435.000     | ifpi.at                           |
| Polen (ZPAV)                                                                                 | —            | —            | 7× Platin7     | Diamant1    | 240.000     | olis.pl                           |
| Schweden (IFPI)                                                                              | —            | 7× Gold7     | 43× Platin43   | —           | 1.820.000   | sverigetopplistan.se              |
| Schweiz (IFPI)                                                                               | —            | 5× Gold5     | 13× Platin13   | —           | 465.000     | hitparade.ch                      |
| Spanien (Promusicae)                                                                         | —            | 3× Gold3     | 12× Platin12   | —           | 440.000     | promusicae.es elportaldemusica.es |
| Vereinigte Staaten (RIAA)                                                                    | —            | 18× Gold18   | 178× Platin178 | 2× Diamant2 | 207.000.000 | riaa.com                          |
| Vereinigtes Königreich (BPI)                                                                 | 19× Silber19 | 9× Gold9     | 30× Platin30   | —           | 25.400.000  | bpi.co.uk                         |
| Insgesamt                                                                                    | 19× Silber19 | 185× Gold185 | 765× Platin765 | 7× Diamant7 |             |                                   |